# Michele Rolle
Michele Rolle (Moncalieri, 21 marzo 1907 – Moncalieri, 9 luglio 1981) è stato un calciatore italiano,  di ruolo attaccante.

## Carriera
Esordisce con la maglia del Torino nel campionato di Prima Divisione 1924-1925, nel quale disputa 3 partite debuttando il 28 dicembre 1924 sul campo del Pisa. Colleziona un'ulteriore presenza nel campionato di Divisione Nazionale 1926-1927, prima di scendere nelle serie inferiori.
Nel campionato di Seconda Divisione 1927-1928 gioca da titolare con l'Arduino Pavia, mentre nella stagione successiva è all'Albese. Dopo un breve ritorno senza presenze nel Torino viene posto in lista di trasferimento e chiude nel 1931 con l'Unica, formazione torinese sempre partecipante alla Seconda Divisione.